# Adele ed Emerico
Adele ed Emerico, ossia Il posto abbandonato è un'opera in due atti di Saverio Mercadante, su libretto di Felice Romani. La prima rappresentazione ebbe luogo nel corso della stagione autunnale del Teatro alla Scala di Milano, il 21 settembre 1822 ed ebbe un notevole successo, con cinquanta repliche.
Gli interpreti della prima rappresentazione furono:
| Personaggio           | Interprete               |
| --------------------- | ------------------------ |
| Il generale Bannier   | Antonio Tamburini        |
| Adele                 | Rosa Morandi             |
| Emerico               | Isabella Fabbrica        |
| Il colonnello Dalberg | Savino Monelli           |
| Elvige                | Marietta Gioja Tamburini |
| Il maggiore Dolzei    | Carlo Poggiali           |
| Il tenente Velster    | Carlo Dona               |
| Il sargente Ralfe     | Nicola De Grecis         |

## Trama
La scena è in una fortezza assediata.
Il generale Bannier difende un'importante fortezza assediata da danesi e polacchi durante la guerra condotta contro la Danimarca dal re di Svezia Carlo XII.
Bannier affida la figlia Adele al colonnello Dalberg, col quale intende farla sposare, affinché egli la conduca lontana dalla fortezza sotto assedio. Ma Adele è innamorata del capitano Emerico, il quale per vedere Adele e organizzare una fuga abbandona il suo posto che viene sorpreso dal nemico. Emerico viene per questo condannato a morte. Ma alla fortezza giunge la contessa Elvige, alla quale il colonnello Dalberg aveva fatto promesse di matrimonio. Elvige inoltre conosce certi segreti del maggiore Dolzei, un rivale di Emerico che ha fatto in modo di provocare la condanna di quest'ultimo. L'intervento di Elvige fa in modo che Emerico venga perdonato e che si possa unire ad Adele.

## Struttura musicale
- Sinfonia

### Atto I
- N. 1 - Introduzione
  - Duetto fra il Maggiore ed il Tenente Il nemico si ritira
  - Coro e Cavatina del Colonnello Viva, viva, vittoria, vittoria - Rechi tosto all'amabile Adele (Coro, Colonnello, Maggiore)
  - Duetto fra il Sargente e la Contessa Non temer mio bel cadetto
  - Coro e Cavatina del Generale Lode all'eroe di Svezia - Questa vittoria, o prodi (Coro, Generale, Maggiore, Colonnello, Tenente)
- N. 2 - Cavatina del Capitano Se m'abbandoni
- N. 3 - Duetto fra il Capitano ed il Generale Sì... dal serbar quel posto
- N. 4 - Coro e Cavatina di Adele Un genitor che v'ama - Vieni almeno, o mia speranza
- N. 5 - Duetto fra Adele ed il Sargente Vola tosto al capitano
- N. 6 - Duetto fra Adele ed il Capitano e Finale I Vieni, cerchiam ricovero - Voi qui, voi qui! (Adele, Capitano, Maggiore, Sargente, Coro, Generale, Colonnello, Contessa)

### Atto II
- N. 7 - Coro Tace, sospira e medita
- N. 8 - Coro Del valoroso giovane
- N. 9 - Coro ed Aria di Adele In voi tornate - Dove son'io?... (Coro, Adele)
- N. 10 - Duetto fra il Sargente ed il Generale L'ingiustizia del Consiglio
- N. 11 - Aria della Contessa Il desir che il ciel mi ispira (Contessa, Colonnello)
- N. 12 - Quintetto Care infelici vittime (Generale, Capitano, Adele, Sargente, Colonnello)
- N. 13 - Coro ed Aria Finale del Capitano Ecco il segnal funesto... - Ah! lasciate ancora per poco (Coro, Capitano, Colonnello, Sargente, Contessa, Generale, Adele)